# Sylvín
Sylvín (Beudant, 1832), chemický vzorec KCl (chlorid draselný), je krychlový minerál.

## Vznik

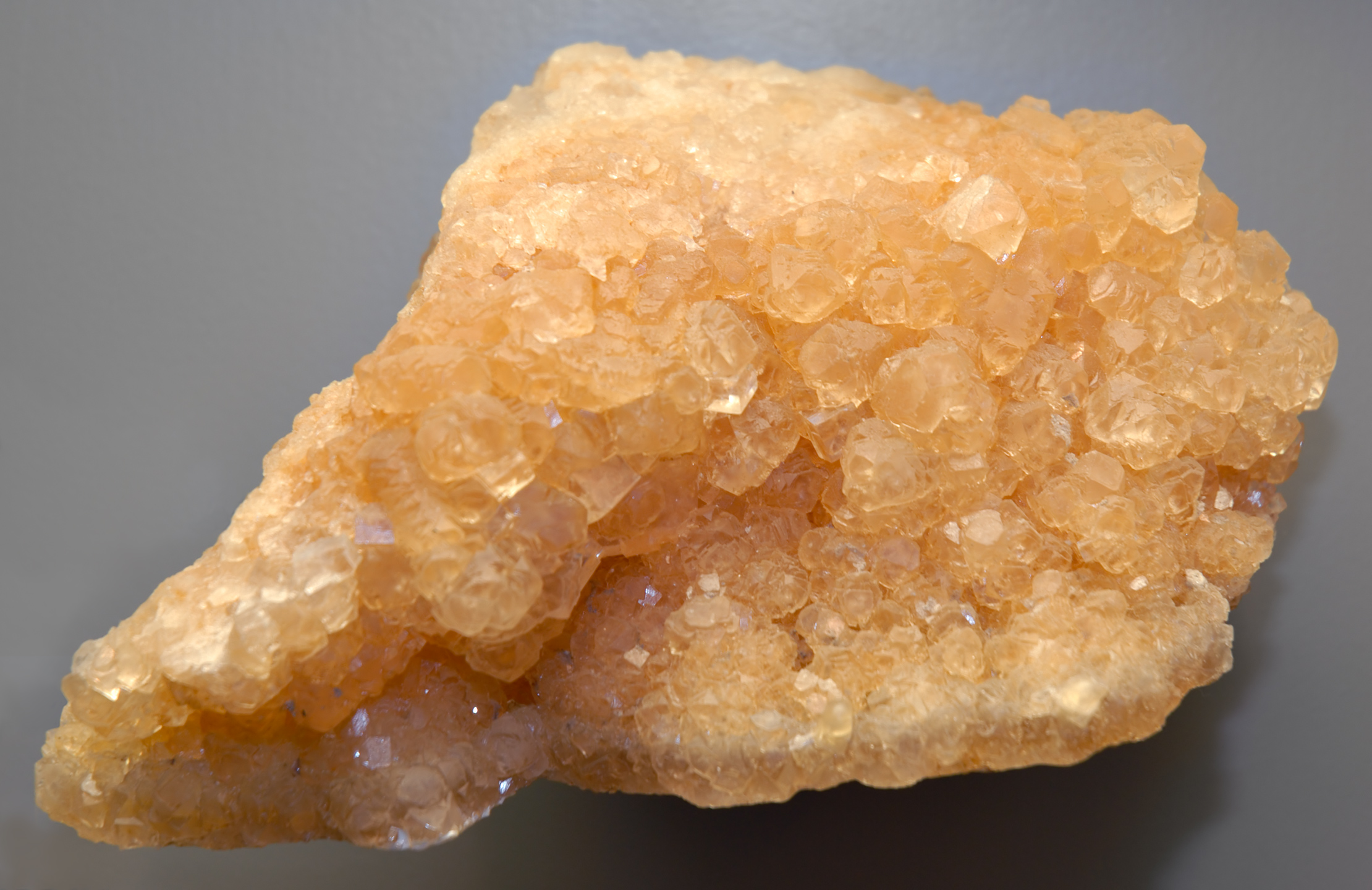
Minerál sylvín - KCl, Německo

Sylvín vzniká vysrážením v solných jezerech nebo z mořské vody (podrobněji viz halit), krystalizuje ze sopečných plynů. Výskyt řídký.

## Morfologie
Nejčastěji zrnité nebo vláknité agregáty, kůry, krystaly mají tvar hexaedru nebo oktaedru.

## Vlastnosti
- Fyzikální vlastnosti: Lze rýpat nehtem (má tvrdost 2), hustota 2,0 g/cm³, dokonale štěpný podle krychle.
- Optické vlastnosti: Barva: bílá, nažloutlá, načervenalá, šedá, namodralá. Průhledný až průsvitný, vryp je bílý, lesk skelný.
- Chemické vlastnosti: Složení: K 52,44%, Cl 47,56%, příměsi I, Na. Rozpouští se ve vodě. Hygroskopický (pohlcuje vzdušnou vlhkost). Plamen barví fialově.
- Jiné vlastnosti: Hořkoslaná chuť.

## Podobné minerály
halit, carnallit

## Získávání
Doprovodný minerál v ložiskách halitu.

## Využití
Chemický průmysl, zdroj draslíku.

## Naleziště
- SRN – Hannover, Stassfurt
- Rusko – Kaluž
- USA
- Kanada
- Itálie
- Rakousko
- a minerální voda v lázních Skalka